# Acroporium lamprophyllum
Acroporium lamprophyllum är en bladmossart som beskrevs av Mitten 1868. Acroporium lamprophyllum ingår i släktet Acroporium och familjen Sematophyllaceae. Inga underarter finns listade i Catalogue of Life.